# Серен (Франция)
Сере́н (фр. Serain) — коммуна во Франции, находится в регионе Пикардия. Департамент коммуны — Эна. Входит в состав кантона Боэн-ан-Вермандуа. Округ коммуны — Сен-Кантен.
Код INSEE коммуны — 02709.

## Население
Население коммуны на 2010 год составляло 381 человек.
| 1962 | 1968 | 1975 | 1982 | 1990 | 1999 | 2010 |
| ---- | ---- | ---- | ---- | ---- | ---- | ---- |
| 612  | 534  | 501  | 459  | 404  | 420  | 381  |

## Экономика
В 2010 году среди 234 человек трудоспособного возраста (15—64 лет) 169 были экономически активными, 65 — неактивными (показатель активности — 72,2 %, в 1999 году было 68,2 %). Из 169 активных жителей работали 143 человека (83 мужчины и 60 женщин), безработных было 26 (13 мужчин и 13 женщин). Среди 65 неактивных 17 человек были учениками или студентами, 24 — пенсионерами, 24 были неактивными по другим причинам.